# 徐荷晶
徐荷晶（韓語：서하정，1999年10月1日—），另譯作徐河正，韓國女演員。

## 演出作品

### 電影
- 2022年：《Doom Doom》
- 2023年：《信徒2》飾演 恩冠[3][4][5]

### 廣告
- 2022年：KAHI保養品[6]
- 2023年：三星Smart Things[7]

## 外部連結
- 徐荷晶的Instagram帳戶